# Velká cena Španělska silničních motocyklů 2025
Velká cena Španělska 2025 (oficiálně Gran Premio Estrella Galicia 0,0 de España) byl pátý závodní víkend mistrovství světa silničních motocyklů 2025. Konal se 26. - 28. dubna na okruhu Circuito de Jerez - Ángel Nieto.

## Výsledky sprintu MotoGP
| Poř.                                                         | Č. | Jezdec                | Tým                               | Výrobce | Kol | Čas       | St. | Body |
| ------------------------------------------------------------ | -- | --------------------- | --------------------------------- | ------- | --- | --------- | --- | ---- |
| 1                                                            | 93 | Marc Márquez          | Ducati Lenovo Team                | Ducati  | 12  | 19:32.107 | 2   | 12   |
| 2                                                            | 73 | Álex Márquez          | BK8 Gresini Racing MotoGP         | Ducati  | 12  | +1.001    | 4   | 9    |
| 3                                                            | 63 | Francesco Bagnaia     | Ducati Lenovo Team                | Ducati  | 12  | +3.077    | 3   | 7    |
| 4                                                            | 21 | Franco Morbidelli     | Pertamina Enduro VR46 Racing Team | Ducati  | 12  | +3.530    | 5   | 6    |
| 5                                                            | 54 | Fermín Aldeguer       | BK8 Gresini Racing MotoGP         | Ducati  | 12  | +5.791    | 7   | 5    |
| 6                                                            | 49 | Fabio Di Giannantonio | Pertamina Enduro VR46 Racing Team | Ducati  | 12  | +7.691    | 8   | 4    |
| 7                                                            | 12 | Maverick Viñales      | Red Bull KTM Tech3                | KTM     | 12  | +7.849    | 6   | 3    |
| 8                                                            | 72 | Marco Bezzecchi       | Aprilia Racing                    | Aprilia | 12  | +10.175   | 11  | 2    |
| 9                                                            | 36 | Joan Mir              | Honda HRC Castrol                 | Honda   | 12  | +10.414   | 9   | 1    |
| 10                                                           | 37 | Pedro Acosta          | Red Bull KTM Factory Racing       | KTM     | 12  | +12.673   | 12  |      |
| 11                                                           | 33 | Brad Binder           | Red Bull KTM Factory Racing       | KTM     | 12  | +13.204   | 13  |      |
| 12                                                           | 79 | Ai Ogura              | Trackhouse MotoGP Team            | Aprilia | 12  | +13.438   | 15  |      |
| 13                                                           | 10 | Luca Marini           | Honda HRC Castrol                 | Honda   | 12  | +16.572   | 16  |      |
| 14                                                           | 23 | Enea Bastianini       | Red Bull KTM Tech3                | KTM     | 12  | +17.918   | 18  |      |
| 15                                                           | 42 | SPA Álex Rins         | Monster Energy Yamaha MotoGP Team | Yamaha  | 12  | +19.963   | 23  |      |
| 16                                                           | 25 | Raúl Fernández        | Trackhouse MotoGP Team            | Aprilia | 12  | +21.690   | 17  |      |
| 17                                                           | 7  | Augusto Fernández     | Prima Pramac Yamaha MotoGP        | Yamaha  | 12  | +21.932   | 20  |      |
| 19                                                           | 32 | Lorenzo Savadori      | Aprilia Racing                    | Aprilia | 12  | +30.200   | 22  |      |
| 20                                                           | 35 | Somkiat Chantra       | IDEMITSU Honda LCR                | Honda   | 12  | +30.968   | 21  |      |
| Ret                                                          | 5  | Johann Zarco          | Castrol Honda LCR                 | Honda   | 5   | Nehoda    | 10  |      |
| Ret                                                          | 43 | Jack Miller           | Prima Pramac Yamaha MotoGP        | Yamaha  | 4   | Nehoda    | 14  |      |
| Ret                                                          | 20 | Fabio Quartararo      | Monster Energy Yamaha MotoGP Team | Yamaha  | 1   | Nehoda    | 1   |      |
| Nejrychlejší kolo: Marc Márquez (Ducati) – 1:36.665 (kolo 3) |    |                       |                                   |         |     |           |     |      |
| OFFICIAL MOTOGP SPRINT REPORT                                |    |                       |                                   |         |     |           |     |      |

## Závody

### Výsledky závodu MotoGP
| Poř.                                                         | Č. | Jezdec                | Tým                               | Výrobce | Kol | Čas                | St. | Body |
| ------------------------------------------------------------ | -- | --------------------- | --------------------------------- | ------- | --- | ------------------ | --- | ---- |
| 1                                                            | 73 | Álex Márquez          | BK8 Gresini Racing MotoGP         | Ducati  | 25  | 40:56.374          | 4   | 25   |
| 2                                                            | 20 | Fabio Quartararo      | Monster Energy Yamaha MotoGP Team | Yamaha  | 25  | +1.561             | 1   | 20   |
| 3                                                            | 63 | Francesco Bagnaia     | Ducati Lenovo Team                | Ducati  | 25  | +2.217             | 3   | 16   |
| 4                                                            | 12 | Maverick Viñales      | Red Bull KTM Tech3                | KTM     | 25  | +3.678             | 6   | 13   |
| 5                                                            | 49 | Fabio Di Giannantonio | Pertamina Enduro VR46 Racing Team | Ducati  | 25  | +7.267             | 8   | 11   |
| 6                                                            | 33 | Brad Binder           | Red Bull KTM Factory Racing       | KTM     | 25  | +8.529             | 13  | 10   |
| 7                                                            | 37 | Pedro Acosta          | Red Bull KTM Factory Racing       | KTM     | 25  | +9.764             | 12  | 9    |
| 8                                                            | 79 | Ai Ogura              | Trackhouse MotoGP Team            | Aprilia | 25  | +10.923            | 15  | 8    |
| 9                                                            | 23 | Enea Bastianini       | Red Bull KTM Tech3                | KTM     | 25  | +15.879            | 18  | 7    |
| 10                                                           | 10 | Luca Marini           | Honda HRC Castrol                 | Honda   | 25  | +17.239            | 16  | 6    |
| 11                                                           | 5  | Johann Zarco          | Castrol Honda LCR                 | Honda   | 25  | +17.784            | 10  | 5    |
| 12                                                           | 93 | Marc Márquez          | Ducati Lenovo Team                | Ducati  | 25  | +20.890            | 2   | 4    |
| 13                                                           | 42 | Álex Rins             | Monster Energy Yamaha MotoGP Team | Yamaha  | 25  | +21.120            | 23  | 3    |
| 14                                                           | 72 | Marco Bezzecchi       | Aprilia Racing                    | Aprilia | 25  | +24.510            | 11  | 2    |
| 15                                                           | 25 | Raúl Fernández        | Trackhouse MotoGP Team            | Aprilia | 25  | +25.726            | 17  | 1    |
| 16                                                           | 7  | Augusto Fernández     | Prima Pramac Yamaha MotoGP        | Yamaha  | 25  | +31.429            | 20  |      |
| 17                                                           | 41 | Aleix Espargaró       | Honda HRC Test Team               | Honda   | 25  | +39.678            | 19  |      |
| 18                                                           | 32 | Lorenzo Savadori      | Aprilia Racing                    | Aprilia | 25  | +49.303            | 22  |      |
| Ret                                                          | 54 | Fermín Aldeguer       | BK8 Gresini Racing MotoGP         | Ducati  | 18  | Nehoda             | 7   |      |
| Ret                                                          | 21 | Franco Morbidelli     | Pertamina Enduro VR46 Racing Team | Ducati  | 15  | Nehoda             | 5   |      |
| Ret                                                          | 36 | Joan Mir              | Honda HRC Castrol                 | Honda   | 14  | Nehoda             | 9   |      |
| Ret                                                          | 43 | Jack Miller           | Prima Pramac Yamaha MotoGP        | Yamaha  | 13  | Technické problémy | 14  |      |
| Ret                                                          | 35 | Somkiat Chantra       | Idemitsu Honda LCR                | Honda   | 11  | Zranění            | 21  |      |
| Nejrychlejší kolo: Álex Márquez (Ducati) - 1:37.349 (kolo 4) |    |                       |                                   |         |     |                    |     |      |
| OFFICIAL MOTOGP RACE REPORT                                  |    |                       |                                   |         |     |                    |     |      |

### Výsledky závod Moto2
| Poř.                                                               | Č. | Jezdec                  | Tým                           | Výrobce    | Kol | Čas          | St. | Body |
| ------------------------------------------------------------------ | -- | ----------------------- | ----------------------------- | ---------- | --- | ------------ | --- | ---- |
| 1                                                                  | 18 | Manuel González         | Liqui Moly Dynavolt Intact GP | Kalex      | 21  | 35:30.634    | 1   | 25   |
| 2                                                                  | 7  | Barry Baltus            | Fantic Racing Lino Sonego     | Kalex      | 21  | +2.256       | 4   | 20   |
| 3                                                                  | 81 | Senna Agius             | Liqui Moly Dynavolt Intact GP | Kalex      | 21  | +3.781       | 3   | 16   |
| 4                                                                  | 10 | Diogo Moreira           | Italtrans Racing Team         | Kalex      | 21  | +4.781       | 5   | 13   |
| 5                                                                  | 53 | Deniz Öncü              | Red Bull KTM Ajo              | Kalex      | 21  | +6.390       | 6   | 11   |
| 6                                                                  | 75 | Albert Arenas           | Italjet Gresini Moto2         | Kalex      | 21  | +7.049       | 2   | 10   |
| 7                                                                  | 13 | Celestino Vietti        | Beta Tools SpeedRS Team       | Boscoscuro | 21  | +7.919       | 12  | 9    |
| 8                                                                  | 44 | Arón Canet              | Fantic Racing Lino Sonego     | Kalex      | 21  | +8.511       | 7   | 8    |
| 9                                                                  | 96 | Jake Dixon              | Elf Marc VDS Racing Team      | Boscoscuro | 21  | +12.537      | 9   | 7    |
| 10                                                                 | 12 | Filip Salač             | Elf Marc VDS Racing Team      | Boscoscuro | 21  | +14.783      | 10  | 6    |
| 11                                                                 | 16 | Joe Roberts             | OnlyFans American Racing Team | Kalex      | 21  | +17.135      | 16  | 5    |
| 12                                                                 | 24 | Marcos Ramírez          | OnlyFans American Racing Team | Kalex      | 21  | +17.182      | 21  | 4    |
| 13                                                                 | 99 | Adrián Huertas          | Italtrans Racing Team         | Kalex      | 21  | +20.992      | 23  | 3    |
| 14                                                                 | 95 | Collin Veijer           | Red Bull KTM Ajo              | Kalex      | 21  | +23.062      | 17  | 2    |
| 15                                                                 | 14 | Tony Arbolino           | Blu Cru Pramac Yamaha Moto2   | Boscoscuro | 21  | +27.942      | 24  | 1    |
| 16                                                                 | 92 | Yuki Kunii              | Idemitsu Honda Team Asia      | Kalex      | 21  | +28.588      | 22  |      |
| 17                                                                 | 11 | Álex Escrig             | Klint Forward Factory Team    | Forward    | 21  | +29.790      | 19  |      |
| 18                                                                 | 4  | Iván Ortolá             | QJMotor – Frinsa – MSi        | Boscoscuro | 18  | +31.343      | 18  |      |
| 19                                                                 | 15 | Darryn Binder           | Italjet Gresini Moto2         | Kalex      | 21  | +31.453      | 20  |      |
| 20                                                                 | 84 | Zonta van den Goorbergh | RW-Idrofoglia Racing GP       | Kalex      | 21  | +31.651      | 15  |      |
| 21                                                                 | 9  | Jorge Navarro           | Klint Forward Factory Team    | Forward    | 21  | +36.443      | 25  |      |
| 22                                                                 | 3  | Sergio García           | QJMotor – Frinsa – MSi        | Boscoscuro | 21  | +37.249      | 26  |      |
| Ret                                                                | 71 | Ayumu Sasaki            | RW-Idrofoglia Racing GP       | Kalex      | 11  | Nehoda       | 27  |      |
| Ret                                                                | 28 | Izan Guevara            | Blu Cru Pramac Yamaha Moto2   | Boscoscuro | 4   | Nehoda       | 14  |      |
| Ret                                                                | 80 | David Alonso            | CFMoto Gaviota Aspar Team     | Kalex      | 4   | Nehoda       | 8   |      |
| Ret                                                                | 27 | Daniel Holgado          | CFMoto Gaviota Aspar Team     | Kalex      | 0   | Nehoda       | 11  |      |
| DSQ                                                                | 21 | Alonso López            | Team HDR Heidrun              | Boscoscuro |     | Černá vlajka | 13  |      |
| DNS                                                                | 64 | Mario Aji               | Idemitsu Honda Team Asia      | Kalex      |     | Zranění      | 25  |      |
| Nejrychlejší kolo: SPA Manuel González (Kalex) - 1:40.351 (kolo 3) |    |                         |                               |            |     |              |     |      |
| OFFICIAL MOTO2 RACE REPORT                                         |    |                         |                               |            |     |              |     |      |

### Výsledky závodu Moto3
| Poř.                                                             | Č. | Jezdec             | Tým                           | Výrobce | Kol | Čas       | St. | Body |
| ---------------------------------------------------------------- | -- | ------------------ | ----------------------------- | ------- | --- | --------- | --- | ---- |
| 1                                                                | 99 | José Antonio Rueda | Red Bull KTM Ajo              | KTM     | 19  | 33:17.979 | 1   | 25   |
| 2                                                                | 36 | Ángel Piqueras     | Frinsa – MT Helmets – MSI     | KTM     | 19  | +4.334    | 3   | 20   |
| 3                                                                | 66 | Joel Kelso         | LevelUp – MTA                 | KTM     | 19  | +4.486    | 2   | 16   |
| 4                                                                | 31 | Adrián Fernández   | Leopard Racing                | Honda   | 19  | +6.308    | 6   | 13   |
| 5                                                                | 6  | Ryusei Yamanaka    | Frinsa – MT Helmets – MSI     | KTM     | 19  | +6.409    | 5   | 11   |
| 6                                                                | 72 | Taiyo Furusato     | Honda Team Asia               | Honda   | 19  | +6.494    | 8   | 10   |
| 7                                                                | 94 | Guido Pini         | Liqui Moly Dynavolt Intact GP | KTM     | 19  | +6.588    | 11  | 9    |
| 8                                                                | 83 | Álvaro Carpe       | Red Bull KTM Ajo              | KTM     | 19  | +8.007    | 4   | 8    |
| 9                                                                | 12 | Jacob Roulstone    | Red Bull KTM Tech3            | KTM     | 19  | +21.703   | 7   | 7    |
| 10                                                               | 73 | Valentín Perrone   | Red Bull KTM Tech3            | KTM     | 19  | +21.795   | 9   | 6    |
| 11                                                               | 58 | Luca Lunetta       | Sic58 Squadra Corse           | Honda   | 19  | +21.900   | 12  | 5    |
| 12                                                               | 19 | Scott Ogden        | CIP Green Power               | KTM     | 19  | +22.117   | 23  | 4    |
| 13                                                               | 71 | Dennis Foggia      | CFMoto Gaviota Aspar Team     | KTM     | 19  | +30.583   | 15  | 3    |
| 14                                                               | 82 | Stefano Nepa       | Sic58 Squadra Corse           | Honda   | 19  | +31.831   | 18  | 2    |
| 15                                                               | 5  | Tatchakorn Buasri  | Honda Team Asia               | Honda   | 19  | +37.469   | 19  | 1    |
| 16                                                               | 55 | Noah Dettwiler     | CIP Green Power               | KTM     | 19  | +37.541   | 17  |      |
| 17                                                               | 11 | Adrián Cruces      | GRYD - Mlav Racing            | Honda   | 19  | +42.816   | 22  |      |
| 18                                                               | 32 | Vicente Pérez      | LEVEL UP - MTA                | KTM     | 19  | +59.300   | 10  |      |
| 19                                                               | 14 | Cormac Buchanan    | Denssi Racing – Boé           | KTM     | 18  | +1 kolo   | 16  |      |
| Ret                                                              | 8  | Eddie O'Shea       | Gryd – MLav Racing            | Honda   | 17  | Nehoda    | 25  |      |
| Ret                                                              | 10 | Nicola Carraro     | Rivacold Snipers Team         | Honda   | 10  | Nehoda    | 24  |      |
| Ret                                                              | 64 | David Muñoz        | Liqui Moly Dynavolt Intact GP | KTM     | 7   | Nehoda    | 26  |      |
| Ret                                                              | 78 | Joel Esteban       | Red Bull KTM Tech3            | KTM     | 1   | Nehoda    | 13  |      |
| Ret                                                              | 54 | Riccardo Rossi     | Rivacold Snipers Team         | Honda   | 1   | Nehoda    | 21  |      |
| Ret                                                              | 21 | Ruché Moodley      | Denssi Racing – Boé           | KTM     | 0   | Nehoda    | 14  |      |
| Ret                                                              | 22 | David Almansa      | Leopard Racing                | Honda   | 0   | Nehoda    | 20  |      |
| Nejrychlejší kolo: José Antonio Rueda (KTM) - 1:44.352 (kolo 12) |    |                    |                               |         |     |           |     |      |
| OFFICIAL MOTO3 RACE REPORT                                       |    |                    |                               |         |     |           |     |      |

## Pořadí jezdců MotoGP
|   | Poz. | Jezdec                | Bodů |
| - | ---- | --------------------- | ---- |
| 1 | 1    | Álex Márquez          | 140  |
| 1 | 2    | Marc Márquez          | 139  |
|   | 3    | Francesco Bagnaia     | 120  |
|   | 4    | Franco Morbidelli     | 84   |
|   | 5    | Fabio Di Giannantonio | 63   |

## Startovní listina MotoGP
| Tovární týmy                      | Tovární týmy | Tovární týmy            | Tovární týmy | Tovární týmy          |
| Tým                               | Konstruktér  | Motorka                 | st.č.        | Jezdec                |
| --------------------------------- | ------------ | ----------------------- | ------------ | --------------------- |
| Aprilia Racing                    | Aprilia      | Aprilia RS-GP25         | 32           | Lorenzo Savadori      |
| Aprilia Racing                    | Aprilia      | Aprilia RS-GP25         | 72           | Marco Bezzecchi       |
| Ducati Lenovo Team                | Ducati       | Ducati Desmosedici GP25 | 63           | Francesco Bagnaia     |
| Ducati Lenovo Team                | Ducati       | Ducati Desmosedici GP25 | 93           | Marc Márquez          |
| Honda HRC Castrol                 | Honda        | Honda RC213V            | 10           | Luca Marini           |
| Honda HRC Castrol                 | Honda        | Honda RC213V            | 36           | Joan Mir              |
| Honda HRC Castrol                 | Honda        | Honda RC213V            | 41           | Aleix Espargaro       |
| Red Bull KTM Factory Racing       | KTM          | KTM RC16                | 33           | Brad Binder           |
| Red Bull KTM Factory Racing       | KTM          | KTM RC16                | 37           | Pedro Acosta          |
| Monster Energy Yamaha MotoGP      | Yamaha       | Yamaha YZR-M1           | 20           | Fabio Quartararo      |
| Monster Energy Yamaha MotoGP      | Yamaha       | Yamaha YZR-M1           | 42           | Álex Rins             |
| Satelitní týmy                    |              |                         |              |                       |
| Tým                               | Konstruktér  | Motorka                 | st.č.        | Jezdec                |
| Trackhouse MotoGP Team            | Aprilia      | Aprilia RS-GP           | 25           | Raúl Fernández        |
| Trackhouse MotoGP Team            | Aprilia      | Aprilia RS-GP           | 79           | Ai Ogura              |
| Pertamina Enduro VR46 Racing Team | Ducati       | Ducati Desmosedici GP24 | 21           | Franco Morbidelli     |
| Pertamina Enduro VR46 Racing Team | Ducati       | Ducati Desmosedici GP25 | 49           | Fabio Di Giannantonio |
| Gresini Racing MotoGP             | Ducati       | Ducati Desmosedici GP24 | 54           | Fermín Aldeguer       |
| Gresini Racing MotoGP             | Ducati       | Ducati Desmosedici GP24 | 73           | Álex Márquez          |
| LCR Honda Castrol                 | Honda        | Honda RC213V            | 5            | Johann Zarco          |
| LCR Honda IDEMITSU                | Honda        | Honda RC213V            | 35           | Somkiat Chantra       |
| Red Bull KTM Tech3                | KTM          | KTM RC16                | 12           | Maverick Viñales      |
| Red Bull KTM Tech3                | KTM          | KTM RC16                | 23           | Enea Bastianini       |
| Prima Pramac Yamaha               | Yamaha       | Yamaha YZR-M1           | 43           | Jack Miller           |
| Prima Pramac Yamaha               | Yamaha       | Yamaha YZR-M1           | 7            | Augusto Fernández     |

| Legenda                 |
| ----------------------- |
| Stálý jezdec            |
| Nováček                 |
| Jezdec na divokou kartu |
| Náhradní jezdec         |

| Předchozí Velká cena: Velká cena Kataru 2025 | Mistrovství světa silničních motocyklů 2025 | Následující Velká cena: Velká cena Francie 2025 |
| Předchozí ročník: Velká cena Španělska 2024  | Velká cena Španělska silničních motocyklů   | Následující ročník: Velká cena Španělska 2026   |